# محوطه یوخاری کت
محوطه یوخاری کت مربوط به سده‌های اولیه و میانه دوران‌های تاریخی پس از اسلام است و در شهرستان ورزقان، بخش مرکزی، دهستان ازومدل شمالی ، ۳ کیلومتری شمال روستای سیه کلان واقع شده و این اثر در تاریخ ۲۷ اسفند ۱۳۸۷ با شمارهٔ ثبت ۲۶۳۹۸ به‌عنوان یکی از آثار ملی ایران به ثبت رسیده است.